# Миколаївка (Сіверськодонецький район)
Миколаївка — селище в Україні, у Попаснянській міській громаді Сіверськодонецького району Луганської області. Населення становить 403 осіб.

## Історія
За даними 1859 року тут існувало 2 поселення:
- Миколаївка, панське село, над Біленькою, 126 господ, 763 особи, православна церква, завод, 3 ярмарки;
- Мала Миколаївка, панське село, над Жушмою, 57 господ, 331 особа.[1]

Селище постраждало внаслідок геноциду українського народу, вчиненого урядом СССР у 1932—1933 роках, кількість встановлених жертв — 138 людей.
Поблизу Миколаївки досліджено кургани з похованнями епохи пізньої бронзи (II — початок I тисячоліття до н. е.).

### Війна на сході України
24 червня голова Луганської ОВА Сергій Гайдай повідомив, що Миколаївка під тимчасовою окупацією.

## Населення
За даними перепису 2001 року населення селища становило 403 особи, з них 87,1 % зазначили рідною українську мову, 12,41 % — російську, а 0,49 % — іншу.